# Земетресение в Егейско море (2020)
Земетресението в Егейско море се случва на 30 октомври 2020 г. в 2:51 местно време край бреговете на Сеферхисар, Измир, Турция и с магнитуд от 7.0.
Най-засегнати от труса са Измир и остров Самос, Гърция. Аварийните служби и в двете страни веднага се задействат, за да окажат максимално много помощ до полунощ. Към 31 октомври 2020 г. в 0:05 ч., Турция съобщава, че 20 души са загинали, един удавен и общо 725 са ранени. В Гърция съобщава за 2 смъртни случая и 8 ранени.

## Цунами
Много публикации в социалните медии показват, че проливни дъждове са ударили пътища и пристанища в райони, засегнати от земетресението. На островите Икария, Кос, Хиос и Самос са издадени предупреждения за цунами. Сеферхисар е засегнат от цунами.

## Щети
Първоначално министъра на вътрешните работи на Турция Сюлейман Сойлу заявява, че най-малко шест сгради са били унищожени в Измир, но кметът на града, Тунч Сойер, казва, че броят на разрушените сгради е достигнал 20. Гръцките власти посочват, че много сгради са унищожени на остров Самос, но положението е най-лошо в Карловаси.

## Жертви
Към 31 октомври 2020 г. в 0:05 ч., Турция съобщава, че 20 души са загинали, един удаврен и общо 725 са ранени. В Гърция съобщава за 2 смъртни случая и 8 ранени.

## Международни реакции
Азербайджан, Франция, и Израел са сред държавите, които предлагат подкрепа на засегнатите страни, последвани от международни организации като НАТО и Европейския съюз.